# 測地学者

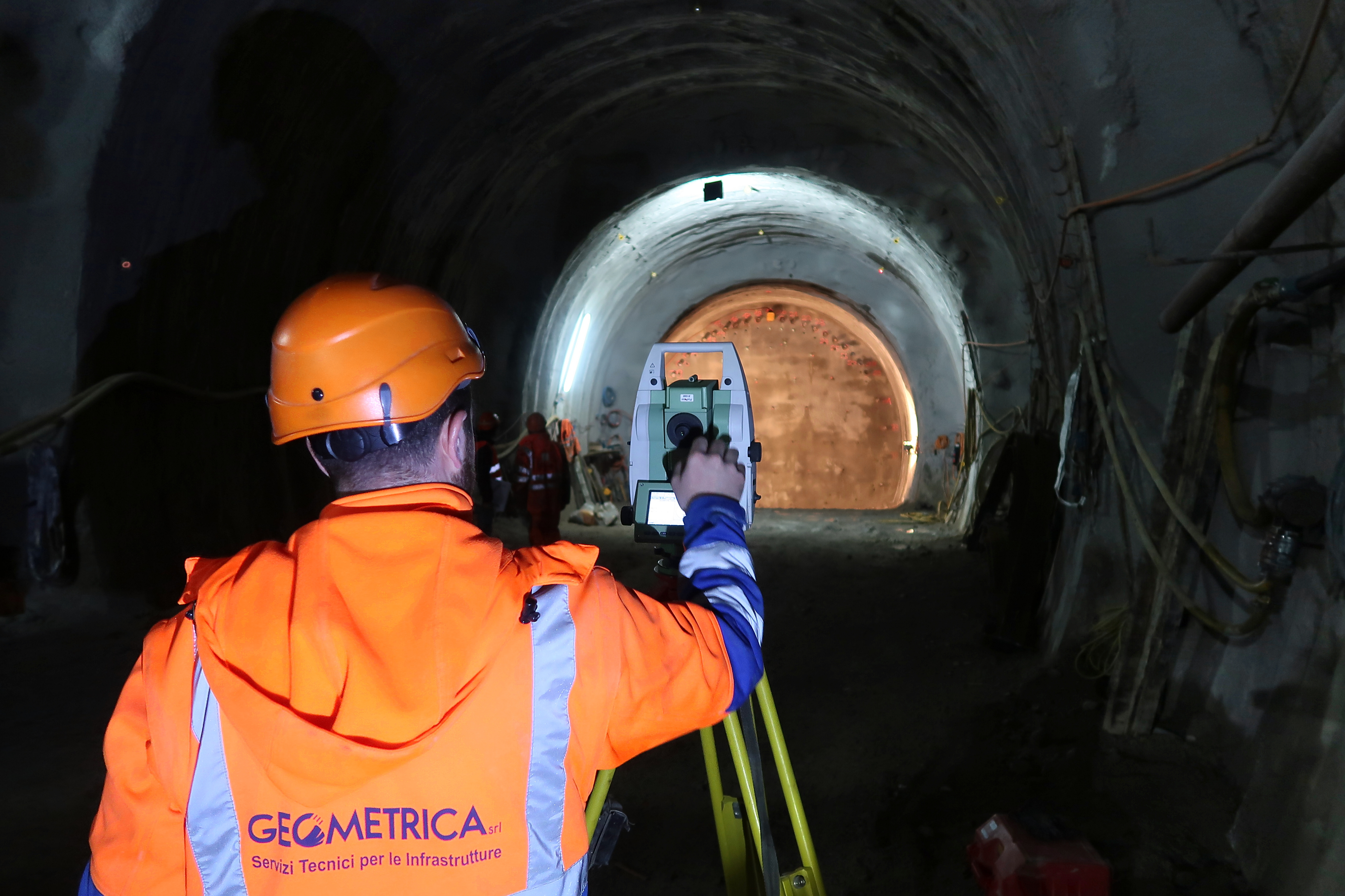
Ruckhaldeトンネルの測量をする測地学者（2017年）

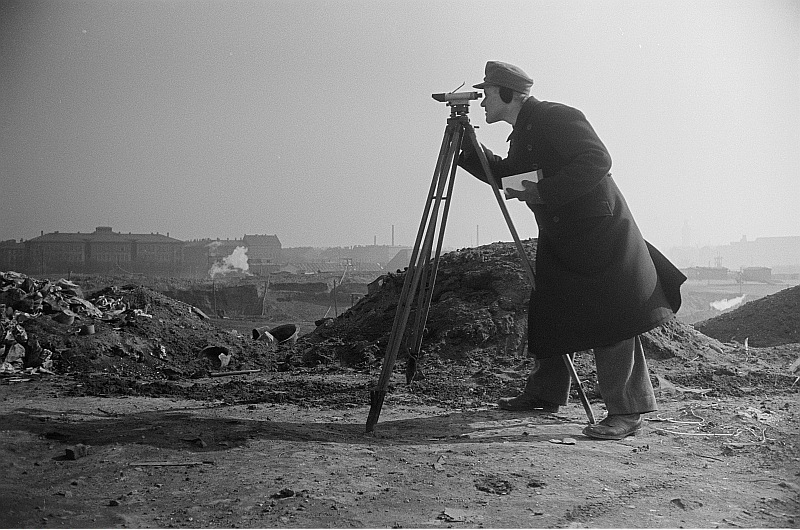
地形の測量（1952年）

測地学者（そくちがくしゃ、英: geodesist）は、測地学の専門家である。
ドイツ語圏などでは、ファッハホーホシューレ（技術系の高等教育機関）で学んだ測地学者は、測量士やサーベイヤー（独: Vermessungsingenieur）としても活躍する。

## 活動

### 研究
測地学者は、地球の大きさや形を正確に測定し、地球楕円体を定めることを主な研究活動としている。これを可能な限り正確に行うには、地球の重力場に関する知識と研究が不可欠である。
また、測量や写真、リモートセンシングなどの方法を利用して、地表にある地物を測定し、それらの幾何学的な位置、方向、大きさ、形状を所定の正確性で決定したり、データを収集して地物間の位置関係を決定を決定したりもする。
地理情報システム（GIS）を利用した地物データの管理や、地図作成とコンピュータグラフィックスの手法を使用した地図や3D都市モデルなどの作成も行う。

### 測量
ドイツ語圏では、測地学者は測量に従事することもある。
土地測量、地籍測量、建設測量においては、測地学者は地表の測量を行い、計画した敷地や建物の境界を実際に定める行為（杭打ち）を行う。また、測量士は、建物の建設や土木工事の計画文書の作成に携わり、土地の分割・合併や境界の確定があれば、それを地籍にも反映する。
ドイツ語圏では、特別な権限を持つ測量学者（オーストリアでは測量、及び測量と地理情報のコンサルティングエンジニア、ドイツでは公的に任命された測量士（独: Öffentlich bestellter Vermessungsingenieur, ÖbVI））が、それらの業務に携わることがある。

### その他
- 工学的調査
  - トランシット、タキメーター、地上写真測量、レーザースキャナーを用いた位置・高さの決定
  - 水準器などによる角度の測定
  - 機械・構造物のモニタリングのための調査や測定
  - 建設工事におけるトンネルの打設、組立の制御、およびそれらの安定性のモニタリング
  - GPSなどの衛星を利用した測位システムを介した測定

- 土地の調査と地球の測定
  - 三角測量、ポリゴン化、リモートセンシング、空中画像解析を利用した固定小数点フィールドの作成
  - 地形の記録
  - 地球の姿と地球の重力場の決定、地球の自転と測地線衛星軌道のモニタリング

- 地形図、数値標高モデル、デジタル土地台帳、空間データベース、地理情報システム（GIS）などで利用する幾何学的な主要データなど、基本的な地理情報・データの取得・作成・提供

現代の測地学者の仕事内容は、地理情報や空間情報科学（ジオマティクス）、地理情報システムと密接に関連している。また、特に英語圏では、測地学者が不動産の管理業務を行う場合もある。測定や平面図作成などの作業に関しては、測量士や助手がサポートを行う。これらの人々は、豊富な現場実習を積むことができる専門学校で学ぶか、見習い期間中に訓練を受けることで技術を身に付ける。